# 이크완
이크완(아랍어: الإخوان→형제단)은 아라비아 사우드가의 첫 군대로, 베두인 유목부족들을 와하브파 이슬람주의로 규합해 만들어졌다. 이븐 사우드가 아라비아 반도 대부분을 석권하고 사우디아라비아 왕국을 세우는 데 중요한 역할을 했다. 1927년 이븐 사우드와 결별하고 반란을 일으켰으나(이크완의 난) 진압당하고 그 잔당은 사우디아라비아 국가방위대의 전신이 되었다.

## 같이 보기
- 사우드가